# ششمین دوره جشنواره بین‌المللی فیلم زردآلوی طلایی ایروان
ششمین دوره جشنواره بین‌المللی فیلم زردآلوی طلایی ایروان (انگلیسی: 6th Yerevan Golden Apricot International Film Festival) از ۱۲ تا ۱۹ ژوئیه ۲۰۰۹ در ایروان، ارمنستان برگزار شد.

## برندگان
| رده                             | جایزه                                              | فیلم                                       | کارگردان            | کشور                    |
| ------------------------------- | -------------------------------------------------- | ------------------------------------------ | ------------------- | ----------------------- |
| رقابت فیلم بین‌الملل             | زردآلوی طلایی برای بهترین فیلم سینمایی             | The Other Bank                             | Giorgi Ovashvili    | Georgia, Kazakhstan     |
| رقابت فیلم بین‌الملل             | جایزه ویژه زردآلوی نقره‌ای برای بهترین فیلم سینمایی | Scratch                                    | Michał Rosa         | Poland                  |
| رقابت فیلم بین‌الملل             | Jury Diploma                                       | Autumn                                     | Özcan Alper         | Turkey, Germany         |
| رقابت مستند بین‌الملل            | زردآلوی طلایی برای بهترین فیلم مستند               | Burma VJ - Reporting from a Closed Country | Anders Østergaard   | Denmark                 |
| رقابت مستند بین‌الملل            | جایزه ویژه زردآلوی نقره‌ای برای بهترین فیلم مستند   | The Living                                 | Sergey Bukovsky     | Ukraine                 |
| رقابت مستند بین‌الملل            | Jury Special Mention                               | Supermen of Malegaon                       | Faiza Ahmad Khan    | India, Singapore, Japan |
| رقابت پانورامای سینمای ارمنستان | Golden Apricot for Best Armenian Film              | With Love and Gratitude                    | Arka Manukyan       | Armenia                 |
| رقابت پانورامای سینمای ارمنستان | دیپلم هیئت داوران                                  | Caucasian Niece                            | Levon Kalantar      | Armenia                 |
| رقابت پانورامای سینمای ارمنستان | دیپلم هیئت داوران                                  | A World of Our Own                         | Frédéric Balekdjian | France                  |
| Special Prize "Master"          | Special Prize "Master"                             | Special Prize "Master"                     | Kōhei Oguri         | Japan                   |
| Special Prize "Master"          | Special Prize "Master"                             | Special Prize "Master"                     | Rob Nilsson         | United States           |
| Special Prize "Master"          | Special Prize "Master"                             | Special Prize "Master"                     | Sergei Solovyov     | Russia                  |
| FIPRESCI Award                  | FIPRESCI Award                                     | Autumn                                     | Özcan Alper         | Turkey, Germany         |
| Ecumenical Jury Award           | Ecumenical Jury Award                              | The Other Bank                             | Giorgi Ovashvili    | Georgia, Kazakhstan     |